# Shimmy Shimmy
Shimmy Shimmy è un singolo del gruppo musicale italiano Takagi & Ketra, pubblicato il 28 maggio 2021.

## Descrizione
Il brano vede la partecipazione vocale della cantante Giusy Ferreri, con la quale il duo aveva già collaborato per la realizzazione dei precedenti singoli Amore e capoeira e Jambo, e presenta una base musicale influenzata dalla musica araba.

## Video musicale
Il video, diretto da Andrea Folino, è stato pubblicato il 16 giugno 2021 attraverso il canale YouTube del duo.

## Tracce
Testi di Alessandro Merli, Fabio Clemente, Alfredo Rapetti e Federica Abbate, musiche di Alessandro Merli, Fabio Clemente e Federica Abbate.
1. Shimmy Shimmy – 2:40

## Classifiche

### Classifiche settimanali
| Classifica (2021) | Posizione massima |
| ----------------- | ----------------- |
| Italia            | 22                |

### Classifiche di fine anno
| Classifica (2021) | Posizione |
| ----------------- | --------- |
| Italia            | 75        |